# 7 juin 1987
Le dimanche 7 juin 1987 est le 158e jour de l'année 1987.

## Naissances
- Danny Szetela, joueur américain de football
- Denise Hinrichs, athlète allemande
- Jørgen Horn, footballeur norvégien
- Jean-Philippe Baile, joueur de rugby
- László Sepsi, footballeur roumain
- Miroslav Jurka, joueur tchèque de handball
- Rok Drakšič, judoka slovène
- Rolando Despaigne Jurquin, joueur cubain de volley-ball
- Sean Halton, joueur américain de baseball
- Steven Kruijswijk, coureur cycliste néerlandais

## Décès
- Abdul Halim (né le 27 décembre 1911), homme politique indonésien
- Hashimoto Mantaro (né le 26 novembre 1932), sinologue japonais

## Événements
- Victoire du tchèque Ivan Lendl en finale des Internationaux de France à Roland-Garros.
- Une tempête soudaine ravage le sud ouest de la France, 9 morts[1],[2].